# Nati il 28 agosto
| Questa pagina contiene informazioni ricavate automaticamente dalle voci biografiche con l'ausilio del template Bio e di un bot. L'aggiornamento è periodico e automatico e ricostruisce completamente la pagina. Se manca una persona in questa lista, sei pregato di non aggiungerla, ma accertati piuttosto che la sua voce biografica contenga il template Bio e che i dati anagrafici siano correttamente compilati. Se il template Bio manca, inseriscilo tu stesso o, in alternativa, metti l'avviso {{tmp\|Bio}} che ne segnala la mancanza. Se i dati riportati sono sbagliati, correggi direttamente la voce biografica; le modifiche saranno visibili in questa lista entro pochi giorni. Per chiarimenti vedi il progetto biografie. La lista contiene solo le 1.222 persone che sono citate nell'enciclopedia e per le quali è stato implementato correttamente il template Bio. Pagina aggiornata al 17 ago 2025. |

## IX secolo(1)
- 865 - Rhazes, medico, alchimista e filosofo persiano († 925)

## X secolo(1)
- 933 - Riccardo I di Normandia, nobile normanno († 996)

## XI secolo(1)
- 1025 - Go-Reizei, imperatore giapponese († 1068)

## XIV secolo(1)
- 1312 - Enrico XV di Baviera, nobile tedesco († 1333)

## XV secolo(4)
- 1473 - Giacomo III di Cipro, sovrano cipriota († 1474)
- 1476 - Kanō Motonobu, pittore giapponese († 1559)
- 1477 - Lionello II Pio di Savoia, politico († 1571)
- 1481 - Sá de Miranda, poeta e drammaturgo portoghese († 1558)

## XVI secolo(14)
- 1519 - Vincenzo Giustiniani, cardinale italiano († 1582)
- 1538 - Jerónimo Román de la Higuera, gesuita e storico spagnolo († 1611)
- 1556 - Carlo Conti, cardinale e vescovo cattolico italiano († 1615)
- 1557 - Alessandro Marzi Medici, arcivescovo cattolico italiano († 1630)
- 1560 - Michel de Marillac, politico, giurista e economista francese († 1632)
- 1574 - Federico IV di Brunswick-Lüneburg, duca († 1648)
- 1574 - Tsugaru Nobutake, militare giapponese († 1607)
- 1582 - Hans Meinhard von Schönberg, politico e militare tedesco († 1616)
- 1582 - Taichang, imperatore cinese († 1620)
- 1591 - Giovanni Cristiano di Brieg, duca († 1639)
- 1592 - George Villiers, I duca di Buckingham, nobile e politico inglese († 1628)
- 1595 - Hans Ulrich von Schaffgotsch, generale boemo († 1635)
- 1597 - Giambattista Spada, cardinale e patriarca cattolico italiano († 1675)
- 1599 - Zera Yacob, filosofo etiope († 1692)

## XVII secolo(25)
- 1612 - Giovan Battista Bolognini, pittore e incisore italiano († 1688)
- 1619 - Anna Genoveffa di Borbone-Condé, principessa francese († 1679)
- 1619 - Louis Thomassin, religioso e teologo francese († 1695)
- 1625 - Prospero Intorcetta, missionario e gesuita italiano († 1696)
- 1639 - Bartolomeo Bettera, pittore italiano
- 1639 - Maria Mancini, nobile italiana († 1715)
- 1641 - Enrico di Nassau-Dillenburg, nobile tedesco († 1701)
- 1647 - Erik Sjöblad, ammiraglio svedese († 1725)
- 1648 - Ferdinando II Gonzaga, nobile italiano († 1723)
- 1648 - Luigi II d'Este, nobile italiano († 1698)
- 1651 - Carlo Agostino Fabroni, cardinale italiano († 1727)
- 1658 - Jean François de Noailles, nobile e militare francese († 1692)
- 1661 - Anne Dieu-le-veut, pirata francese († 1710)
- 1663 - Santino Bussi, stuccatore svizzero († 1737)
- 1666 - François Aimé Pouget, religioso e teologo francese († 1723)
- 1667 - Luisa di Meclemburgo-Güstrow, sovrana danese († 1721)
- 1670 - Francesco Giuseppe di Guisa, nobile francese († 1675)
- 1670 - Guglielmo II di Nassau-Dillenburg, principe tedesco († 1724)
- 1671 - Carlo Francesco Agostino Malaspina, nobile italiano († 1722)
- 1676 - Isabella Stuart, nobile inglese († 1681)
- 1677 - Sofia Edvige di Danimarca, principessa danese († 1735)
- 1691 - Domëne Moling, scultore austriaco († 1761)
- 1691 - Elisabetta Cristina di Brunswick-Wolfenbüttel († 1750)
- 1694 - Carlotta Cristina di Brunswick-Wolfenbüttel, principessa tedesca († 1715)
- 1698 - Friedrich von Spörcken, generale tedesco († 1776)

## XVIII secolo(45)
- 1702 - Gian Filippo d'Orléans, nobile francese († 1748)
- 1707 - Antonín Petr Příchovský z Příchovic, arcivescovo cattolico ceco († 1793)
- 1714 - Antonio Ulrico di Brunswick-Lüneburg, nobile († 1774)
- 1714 - Jean-Baptiste Descamps, scrittore e pittore francese († 1791)
- 1718 - Claude-Henri Watelet, incisore, saggista e enciclopedista francese († 1786)
- 1721 - Charles-Louis Clérisseau, architetto francese († 1820)
- 1724 - César-Constantin-François de Hoensbroeck, vescovo cattolico tedesco († 1792)
- 1724 - Diamante Medaglia Faini, poetessa italiana († 1770)
- 1728 - Antonio Lanza, vescovo cattolico italiano († 1775)
- 1728 - John Stark, generale statunitense († 1822)
- 1729 - Jacques-Barthélemy Renoz, architetto belga († 1786)
- 1735 - Andreas Peter Bernstorff, politico danese († 1797)
- 1739 - Agostino Accorimboni, compositore italiano († 1818)
- 1739 - Giuseppe Zola, teologo, storico e bibliotecario italiano († 1806)
- 1742 - Francesco Antonio Astore, letterato e filosofo italiano († 1799)
- 1744 - Federica Augusta Sofia di Anhalt-Bernburg, nobile tedesca († 1827)
- 1744 - Jean-Augustin Renard, architetto e decoratore francese († 1807)
- 1745 - Agostino Tana, drammaturgo, poeta e scrittore italiano († 1791)
- 1748 - Adelheid Amalie Gallitzin, nobile tedesca († 1806)
- 1749 - Johann Wolfgang von Goethe, scrittore, poeta e drammaturgo tedesco († 1832)
- 1750 - Francesco Fontana, cardinale italiano († 1822)
- 1754 - Sigmund Christoph von Waldburg-Zeil-Trauchburg, vescovo cattolico tedesco († 1814)
- 1755 - Cesare Brancadoro, cardinale e arcivescovo cattolico italiano († 1837)
- 1758 - Nicholas Fish, ufficiale statunitense († 1833)
- 1764 - Sarah Child, nobildonna inglese († 1793)
- 1764 - Marie-Joseph Chénier, poeta, drammaturgo e politico francese († 1811)
- 1765 - Charles de Broglie, presbitero francese († 1849)
- 1770 - Johann Karl Simon Morgenstern, filologo classico tedesco († 1852)
- 1774 - Elizabeth Ann Bayley Seton, religiosa statunitense († 1821)
- 1775 - Massimiliano Angelelli, scrittore italiano († 1853)
- 1775 - Antonio Bertoletti, generale italiano († 1846)
- 1778 - Pierre Auguste Joseph Drapiez, naturalista belga († 1856)
- 1779 - Antonietta di Sassonia-Coburgo-Saalfeld, nobildonna († 1824)
- 1782 - Antoine Maurice Apollinaire d'Argout, politico francese († 1858)
- 1784 - Nicaise Augustin Desvaux, botanico francese († 1856)
- 1789 - Stefania di Beauharnais, sovrana tedesca († 1860)
- 1790 - Pierre-Marie Mermier, presbitero francese († 1862)
- 1792 - Giuseppe Gandolfo, pittore italiano († 1855)
- 1793 - Charles Cavendish, I barone Chesham, politico inglese († 1863)
- 1794 - Joannes Zwijsen, arcivescovo cattolico olandese († 1877)
- 1795 - Giovanni Merlini, presbitero e missionario italiano († 1873)
- 1796 - Irénée-Jules Bienaymé, statistico francese († 1878)
- 1796 - Mario Broglia, nobile, militare e politico italiano († 1857)
- 1796 - Agostino Caporilli Razza, poeta italiano († 1848)
- 1797 - Karl Otfried Müller, grecista, filologo classico e etruscologo tedesco († 1840)

## XIX secolo(189)
- 1801 - Arcisse de Caumont, archeologo, critico d'arte e storico francese († 1873)
- 1801 - Antoine Augustin Cournot, filosofo, matematico e economista francese († 1877)
- 1801 - Mattia Agostino Mengacci, vescovo cattolico italiano († 1872)
- 1802 - Thomas Aird, poeta e giornalista scozzese († 1876)
- 1802 - Hermann Askan Demme, medico tedesco († 1867)
- 1802 - Angelo Quaglia, cardinale italiano († 1872)
- 1802 - Karl Simrock, poeta e scrittore tedesco († 1876)
- 1804 - Luigi Borsari, politico italiano († 1887)
- 1804 - Louis de Kergorlay, politico, militare e nobile francese († 1880)
- 1805 - Angelo Robino, arcivescovo cattolico italiano († 1868)
- 1808 - Luigi della Noce, lessicografo, latinista e politico italiano († 1885)
- 1808 - Fernando de la Puente y Primo de Rivera, cardinale e arcivescovo cattolico spagnolo († 1867)
- 1809 - Giovanni Maria Benzoni, scultore italiano († 1873)
- 1810 - Jaime Balmes, filosofo e presbitero spagnolo († 1848)
- 1810 - Carl August Haupt, organista, compositore e insegnante tedesco († 1891)
- 1810 - Constant Troyon, pittore francese († 1865)
- 1812 - Rudolf von Alt, pittore e incisore austriaco († 1905)
- 1814 - Sheridan Le Fanu, scrittore irlandese († 1873)
- 1814 - Giacomo Molinari, architetto e astronomo italiano
- 1814 - Susanna Dalbiac, nobildonna inglese († 1895)
- 1815 - Ferdinando Petruccelli della Gattina, giornalista, scrittore e patriota italiano († 1890)
- 1817 - Léopold de Folin, oceanografo e zoologo francese († 1896)
- 1819 - Eugen Gerometta, presbitero e linguista slovacco († 1887)
- 1819 - Alphonse Poitevin, ingegnere chimico e fotografo francese († 1882)
- 1820 - Giovanni Collina, artista italiano († 1893)
- 1821 - Thomas Seddon, pittore britannico († 1856)
- 1823 - Tuone Udaina, dalmata († 1898)
- 1825 - Karl Heinrich Ulrichs, scrittore, poeta e giurista tedesco († 1895)
- 1826 - Michail Matveevič Stasjulevič, storico e giornalista russo († 1911)
- 1827 - Sorelle Milanollo, violinista italiana († 1904)
- 1827 - Theresa Milanollo, violinista italiana († 1904)
- 1827 - Ekaterina Michajlovna Romanova, russa († 1894)
- 1828 - William Bellairs, militare e politico britannico († 1913)
- 1829 - Albert Dietrich, compositore, direttore d'orchestra e pianista tedesco († 1908)
- 1829 - Domenico Pittarini, scrittore e poeta italiano († 1901)
- 1829 - Theodor Weber, medico e patologo tedesco († 1914)
- 1831 - Lucy Hayes, first lady statunitense († 1889)
- 1831 - Ludvig Norman, compositore, pianista e direttore d'orchestra svedese († 1885)
- 1831 - Augusto Peiroleri, diplomatico e politico italiano († 1912)
- 1831 - Francesco Protonotari, economista e editore italiano († 1888)
- 1833 - Edward Burne-Jones, pittore britannico († 1898)
- 1837 - Francesco di Teck, nobile tedesco († 1900)
- 1839 - Alessandro Casalini, politico italiano († 1921)
- 1839 - Amedeo Vella, compositore italiano († 1923)
- 1840 - Pietro Berruti, vescovo cattolico italiano († 1921)
- 1840 - Ira D. Sankey, compositore e cantante statunitense († 1908)
- 1841 - Ottorino Giera, politico italiano († 1912)
- 1841 - Louis Aimé Augustin Le Prince, inventore francese
- 1841 - Giulio Matteoli, vescovo cattolico italiano († 1900)
- 1841 - Agathon Léonard, scultore francese († 1923)
- 1842 - Heinrich Heydemann, archeologo e filologo tedesco († 1889)
- 1845 - Friedrich Fromhold Martens, diplomatico e giurista estone († 1909)
- 1846 - Charles Alexander de Cosson, antiquario britannico († 1929)
- 1847 - Norman Garstin, pittore, insegnante e critico d'arte irlandese († 1926)
- 1848 - Paul Clemens von Baumgarten, medico tedesco († 1928)
- 1848 - Cesare Nani, giurista italiano († 1899)
- 1850 - William Auguste Coolidge, alpinista statunitense († 1926)
- 1851 - Frank Hagar Bigelow, meteorologo statunitense († 1924)
- 1851 - Giselda Fojanesi, scrittrice italiana († 1946)
- 1851 - Giuseppe Maria Pisani, pittore italiano († 1923)
- 1853 - Jan Dobruský, compositore di scacchi boemo († 1907)
- 1853 - Francesco I del Liechtenstein, principe austriaco († 1938)
- 1853 - Charles Lotin Hildreth, scrittore, poeta e giornalista statunitense († 1896)
- 1853 - Vladimir Grigor'evič Šuchov, architetto e ingegnere russo († 1939)
- 1856 - Fernand Le Quesne, pittore francese († 1932)
- 1857 - Alice Chapin, attrice e drammaturga statunitense († 1934)
- 1858 - Gabriel Anton, neurologo austriaco († 1933)
- 1858 - Charles Le Bargy, attore e regista francese († 1936)
- 1859 - Emil Goeldi, naturalista, zoologo e epidemiologo svizzero († 1917)
- 1859 - Lida Howell, arciera statunitense († 1938)
- 1859 - Vittorio Sella, alpinista e fotografo italiano († 1943)
- 1860 - Nicola Zingarelli, filologo e linguista italiano († 1935)
- 1862 - Madho Singh II, principe indiano († 1922)
- 1862 - Gustave Zidler, insegnante e poeta francese († 1936)
- 1863 - André Blondel, ingegnere e fisico francese († 1938)
- 1863 - Sidney Drew, attore, regista e sceneggiatore statunitense († 1919)
- 1863 - Rosolino Poggi, generale italiano († 1940)
- 1865 - Giovanni Appiani, magistrato e politico italiano († 1944)
- 1865 - Giuseppe Garibotti, politico e giornalista italiano († 1930)
- 1867 - Umberto Giordano, compositore italiano († 1948)
- 1869 - Albert Fuller Ellis, neozelandese († 1951)
- 1869 - Augusto Tasso Fragoso, generale e politico brasiliano († 1945)
- 1870 - Mabel Besant-Scott, teosofa britannica († 1952)
- 1870 - Augusto de' Brandis, numismatico italiano († 1928)
- 1870 - Richard Butler, generale britannico († 1935)
- 1870 - Giuseppe Plancher, chimico italiano († 1929)
- 1871 - Alwin Berger, botanico tedesco († 1931)
- 1871 - Nelle Richmond Eberhart, librettista, poetessa e insegnante statunitense († 1944)
- 1872 - Manuel Márquez Sterling, politico, giornalista e scacchista cubano († 1934)
- 1874 - Émile Baraize, egittologo francese († 1952)
- 1874 - Viktor Kovačić, architetto croato († 1924)
- 1875 - Calisto Bertramo, attore italiano († 1941)
- 1875 - Marco Levi Bianchini, psichiatra e psicoanalista italiano († 1961)
- 1875 - Aleksej Michajlovič Romanov, nobile russo († 1895)
- 1875 - Robert John Strutt Rayleigh, fisico inglese († 1947)
- 1875 - Frances Gillespy Wickes, psicologa e scrittrice statunitense († 1967)
- 1876 - Eugenio Perego, regista e sceneggiatore italiano († 1944)
- 1876 - Dario Ravano, ceramista italiano († 1961)
- 1876 - Sadije Toptani, nobile albanese († 1934)
- 1878 - Hermann Essig, scrittore tedesco († 1918)
- 1878 - Ezio Riboldi, politico italiano († 1965)
- 1878 - George Hoyt Whipple, medico e biochimico statunitense († 1976)
- 1879 - Sydney Ayres, attore, regista e sceneggiatore statunitense († 1916)
- 1879 - E. E. Clive, attore britannico († 1940)
- 1879 - Umberto Mozzato, attore e regista italiano († 1947)
- 1879 - Jacques-Émile Ruhlmann, designer francese († 1933)
- 1881 - Attilio Frescura, scrittore e giornalista italiano († 1943)
- 1881 - Nicola Valente, compositore e editore italiano († 1946)
- 1882 - Gino Gibelli, calciatore italiano († 1951)
- 1882 - Práxedis Guerrero, pubblicista, rivoluzionario e anarchico messicano († 1910)
- 1882 - Agostino Salvietti, attore italiano († 1967)
- 1883 - Jacob Preus, politico statunitense († 1961)
- 1883 - Jan Arnoldus Schouten, matematico olandese († 1971)
- 1883 - Nicola Vecchi, sindacalista e pubblicista italiano
- 1883 - Aldo di Crollalanza, genealogista e araldista italiano
- 1884 - Annette Frances Braun, entomologa statunitense († 1978)
- 1884 - Peter Fraser, politico neozelandese († 1950)
- 1884 - Sergej Karcevskij, linguista russo († 1955)
- 1884 - Ludovico Limentani, filosofo italiano († 1940)
- 1885 - Alice Zeppilli, soprano italiana († 1969)
- 1887 - Reginaldo Giuliani, religioso, militare e predicatore italiano († 1936)
- 1887 - Otto Guggenberg, politico italiano († 1971)
- 1887 - Roger Piérard, calciatore belga
- 1888 - Pietro Deiro, fisarmonicista italiano († 1954)
- 1888 - Gjon Markagjoni, politico albanese († 1966)
- 1888 - Aldo Pellegrini, generale e aviatore italiano († 1940)
- 1888 - Eduardo Santos, politico, giornalista e avvocato colombiano († 1974)
- 1888 - Karel Wälzer, hockeista su ghiaccio cecoslovacco († 1948)
- 1889 - Guglielmo Braconcini, attore, regista e produttore cinematografico italiano († 1940)
- 1889 - Caberto Conelli, pilota automobilistico e aviatore italiano († 1974)
- 1889 - Publio Morbiducci, scultore, medaglista e pittore italiano († 1963)
- 1889 - Marianna Saltini, religiosa italiana († 1957)
- 1890 - Bobby Dunn, attore statunitense († 1937)
- 1890 - Gustaf Dyrsch, cavaliere svedese († 1974)
- 1890 - Ivor Gurney, compositore e poeta britannico († 1937)
- 1890 - Leonardo Miccolis, ingegnere e politico italiano († 1953)
- 1890 - Gustav Schneidewind, militare e aviatore tedesco
- 1891 - Stanley Andrews, attore statunitense († 1969)
- 1891 - Augusto Arioni, calciatore italiano
- 1891 - Arturo Chiari, sindacalista italiano († 1959)
- 1891 - Ernest Gevers, schermidore belga († 1965)
- 1892 - Seikichi Fujimori, scrittore e drammaturgo giapponese († 1977)
- 1892 - Vittorio Ghidetti, politico, partigiano e sindacalista italiano († 1972)
- 1892 - Giuseppe Marchese, politico e storico italiano († 1977)
- 1892 - Edward Powys Mathers, enigmista e traduttore britannico († 1939)
- 1893 - Georgij Vasil'evič Florovskij, teologo russo († 1979)
- 1893 - Giovanni Mangiante, ginnasta italiano († 1957)
- 1893 - Joseph T. McNarney, generale statunitense († 1972)
- 1893 - Giovanni Battista Migliori, politico, militare e avvocato italiano († 1978)
- 1894 - Joseph Bennett, attore statunitense († 1931)
- 1894 - Karl Böhm, direttore d'orchestra austriaco († 1981)
- 1894 - Vernon Victor Hickman, zoologo e aracnologo australiano († 1984)
- 1895 - Italo Defendi, calciatore e allenatore di calcio italiano († 1979)
- 1895 - Matteo Rescigno, politico italiano († 1981)
- 1895 - Giuditta Rissone, attrice italiana († 1977)
- 1896 - Wim Addicks, calciatore olandese († 1985)
- 1896 - Harry Dénis, calciatore olandese († 1971)
- 1896 - Andreja Kojić, calciatore jugoslavo († 1952)
- 1896 - Áron Márton, vescovo cattolico rumeno († 1980)
- 1896 - Liam O'Flaherty, scrittore irlandese († 1984)
- 1896 - František Plodr, calciatore cecoslovacco († 1957)
- 1897 - Morris Ankrum, attore statunitense († 1964)
- 1897 - Edgardo Cortese, militare italiano († 1918)
- 1897 - Inácio João Dal Monte, vescovo cattolico brasiliano († 1963)
- 1897 - Gretchen Hartman, attrice statunitense († 1979)
- 1897 - Emil Perška, calciatore jugoslavo († 1945)
- 1897 - Albert Ray, attore, regista e sceneggiatore statunitense († 1944)
- 1897 - Richard Seuss, militare tedesco († 1963)
- 1897 - Louis Wirth, sociologo tedesco († 1952)
- 1898 - Maria Accascina, storica dell'arte italiana († 1979)
- 1898 - Charles Bouvier, bobbista e calciatore svizzero († 1964)
- 1898 - Niccolò Nicchiarelli, generale italiano († 1969)
- 1898 - Federico Pinna Berchet, dirigente pubblico italiano († 1961)
- 1898 - Elemér Somfay, multiplista ungherese († 1979)
- 1898 - Enrico Spinelli, politico italiano
- 1898 - Andrés Tuduri, calciatore spagnolo († 1967)
- 1899 - Charles Boyer, attore francese († 1978)
- 1899 - Chang Myon, politico e educatore sudcoreano († 1966)
- 1899 - Yehuda Chitrik, filosofo, mistico e scrittore russo († 2006)
- 1899 - James Wong Howe, direttore della fotografia cinese († 1976)
- 1899 - Karel Kužel, calciatore cecoslovacco († 1952)
- 1899 - Aleksandr Nikolaevič Nesmejanov, chimico e politico sovietico († 1980)
- 1899 - Johan Oxenstierna, pentatleta svedese († 1995)
- 1899 - Andrej Platonovič Platonov, scrittore sovietico († 1951)
- 1899 - Vittorio Suster, militare e aviatore italiano († 1941)
- 1900 - Luigi Boniforti, avvocato e partigiano italiano († 1962)
- 1900 - Olga Dickie, attrice britannica († 1992)
- 1900 - Sten Mellgren, calciatore svedese († 1989)
- 1900 - Danilo Sbrana, calciatore italiano († 1965)

## XX secolo(914)
- 1901 - Josef Bušek, pallanuotista cecoslovacco († 1993)
- 1901 - Dino Cavalleri, calciatore italiano
- 1901 - Babe London, attrice statunitense († 1980)
- 1901 - Ivo Pannaggi, pittore e architetto italiano († 1981)
- 1902 - Arthur Casagrande, ingegnere austriaco († 1981)
- 1902 - Otto Neumann, velocista e ostacolista tedesco († 1990)
- 1902 - Géza de Fràncovich, storico dell'arte italiano († 1996)
- 1903 - Bruno Bettelheim, filosofo austriaco († 1990)
- 1903 - Mario Bucci, pittore italiano († 1970)
- 1903 - Mario Gastaldi, editore e giornalista italiano († 1973)
- 1903 - Mimì Quilici Buzzacchi, pittrice italiana († 1990)
- 1903 - Thure Sjöstedt, lottatore svedese († 1956)
- 1903 - Rudolf Wagner-Régeny, musicista rumeno († 1969)
- 1904 - Secondo Campini, ingegnere italiano († 1980)
- 1904 - José Rumazo González, scrittore, storico e paleografo ecuadoriano († 1995)
- 1904 - Pauline Pô, modella e attrice francese († 1979)
- 1905 - Friedrich Benfer, attore tedesco († 1996)
- 1905 - Dhyan Chand, hockeista su prato indiano († 1979)
- 1905 - Sam Levene, attore statunitense († 1980)
- 1905 - Francesco Occhiuzzi, calciatore uruguaiano († 1960)
- 1905 - Roberto Prearo, politico italiano († 1982)
- 1905 - Al Taliaferro, fumettista statunitense († 1969)
- 1906 - Gilberto Bernardini, fisico italiano († 1995)
- 1906 - John Betjeman, poeta britannico († 1984)
- 1906 - John O'Neil Farrell, pattinatore di velocità su ghiaccio statunitense († 1994)
- 1906 - Sergio Ferrari, calciatore italiano
- 1906 - Tommaso Gismondi, scultore italiano († 2003)
- 1906 - Gerdago, costumista austriaca († 2004)
- 1906 - Pietro Lanzilotta, compositore e direttore di banda italiano († 1984)
- 1906 - Ercole Minelli, calciatore italiano
- 1907 - Nino Taranto, attore, comico e cantante italiano († 1986)
- 1908 - Ettore Castiglioni, alpinista e scrittore italiano († 1944)
- 1908 - Maša Haľamová, poetessa e drammaturga slovacca († 1995)
- 1908 - Robert Merle, scrittore francese († 2004)
- 1908 - Hans Minder, lottatore svizzero
- 1908 - Enrico Peressutti, architetto, urbanista e designer italiano († 1976)
- 1908 - Arrigo Pintonello, arcivescovo cattolico italiano († 2001)
- 1908 - Annibale Scicluna Sorge, funzionario e giornalista italiano († 1978)
- 1908 - Edith Tudor-Hart, fotografa britannica († 1973)
- 1909 - Lamberto Maggiorani, attore italiano († 1983)
- 1909 - Leopold Socha, polacco († 1946)
- 1910 - Tjalling Koopmans, economista olandese († 1985)
- 1910 - Karl Zischek, calciatore austriaco († 1985)
- 1911 - Gino Agostino Antoniol, militare e partigiano italiano († 1944)
- 1911 - Aldo Bellò, aviatore e militare italiano († 1943)
- 1911 - Miguel Ferrer Socias, cestista cileno
- 1911 - Shizuo Kakutani, matematico giapponese († 2004)
- 1911 - Leonida Lucchetta, calciatore italiano († 1977)
- 1911 - Giuseppe Vay, calciatore italiano
- 1912 - George Eric Deacon Alcock, astronomo inglese († 2000)
- 1912 - Adolfo Geri, attore e doppiatore italiano († 1988)
- 1912 - Nemesio Orsatti, pittore, incisore e scultore italiano († 1988)
- 1913 - Robertson Davies, scrittore canadese († 1995)
- 1913 - Robert Irving, direttore d'orchestra britannico († 1991)
- 1913 - Alfredo Lazzaretti, calciatore italiano († 1980)
- 1913 - Josep Raich, calciatore spagnolo († 1988)
- 1913 - Richard Tucker, tenore statunitense († 1975)
- 1914 - Josep Escolà, calciatore spagnolo († 1998)
- 1914 - Luigi Grazzi, scrittore e presbitero italiano († 1984)
- 1914 - Anton Jugov, politico bulgaro († 1991)
- 1914 - Miloš Minić, politico jugoslavo († 2003)
- 1915 - Tol Avery, attore statunitense († 1973)
- 1915 - Simon Oakland, attore e violinista statunitense († 1983)
- 1915 - Angelo Rosso, allenatore di calcio e calciatore italiano († 1973)
- 1916 - Alberto Beretta, presbitero, medico e missionario italiano († 2001)
- 1916 - Paolo Budinich, fisico italiano († 2013)
- 1916 - Gerrit Fischer, calciatore olandese († 1984)
- 1916 - Jack Vance, scrittore statunitense († 2013)
- 1916 - Frederick Knott, drammaturgo e sceneggiatore britannico († 2002)
- 1916 - Muriel Kauffman, dirigente pubblica e filantropa statunitense († 1995)
- 1916 - Charles Wright Mills, sociologo statunitense († 1962)
- 1917 - Ugo Amendola, compositore italiano († 1995)
- 1917 - Antonio Basurto, cantante italiano († 2007)
- 1917 - Wolfgang von Löhneysen, storico dell'arte tedesco († 2004)
- 1917 - Aurelio Galleppini, fumettista e illustratore italiano († 1994)
- 1917 - Jack Kirby, fumettista statunitense († 1994)
- 1917 - John Leslie Mackie, filosofo australiano († 1981)
- 1917 - Aroldo Tieri, attore italiano († 2006)
- 1918 - Alejandro Agustín Lanusse, generale e politico argentino († 1996)
- 1918 - Attilio Mineo, compositore e arrangiatore statunitense († 2010)
- 1918 - Bogdan Tošović, pallanuotista jugoslavo († 1941)
- 1918 - Pino Zaccheria, cestista italiano († 1941)
- 1918 - Vittorio de Miro d'Aieta, educatore e politico italiano († 1987)
- 1919 - Godfrey Hounsfield, ingegnere britannico († 2004)
- 1920 - Jaime de Almeida, calciatore e allenatore di calcio brasiliano († 1973)
- 1920 - Giorgio Bocca, scrittore, giornalista e partigiano italiano († 2011)
- 1920 - Raymond Cicurel, musicista e filosofo egiziano († 2008)
- 1920 - Giorgio Consolini, cantante italiano († 2012)
- 1920 - Federico Pietro Mignani, politico italiano († 1996)
- 1920 - Bob Tough, cestista e allenatore di pallacanestro statunitense († 1999)
- 1921 - Cliff Aberson, giocatore di football americano e giocatore di baseball statunitense († 1973)
- 1921 - Tony Aless, pianista statunitense († 1985)
- 1921 - Gilberto Colombo, ingegnere, imprenditore e progettista italiano († 1988)
- 1921 - Fernando Fernán Gómez, scrittore, drammaturgo e regista spagnolo († 2007)
- 1921 - Lidia Gueiler Tejada, politica boliviana († 2011)
- 1921 - Barbro Hiort af Ornäs, attrice svedese († 2015)
- 1921 - Ignazio IV Hazim, arcivescovo ortodosso siriano († 2012)
- 1921 - Nancy Kulp, attrice e doppiatrice statunitense († 1991)
- 1922 - Maurice Blin, politico francese († 2016)
- 1922 - Lily Granado, attrice francese († 1960)
- 1922 - Gaëtan du Bot, educatore, imprenditore e partigiano francese († 2013)
- 1923 - Forbes Gentleman, pallanuotista britannico († 2005)
- 1923 - Andrea Veggio, vescovo cattolico italiano († 2020)
- 1923 - Guenter Wendt, ingegnere tedesco († 2010)
- 1924 - Alberto Canetta, attore e regista svizzero († 1987)
- 1924 - Bruno Castellino, giornalista italiano († 2001)
- 1924 - Jimmy Daywalt, pilota automobilistico statunitense († 1966)
- 1924 - Pietro Denicolai, politico e partigiano italiano
- 1924 - Glauco Ferron, calciatore italiano
- 1924 - Janet Frame, scrittrice neozelandese († 2004)
- 1924 - António Jacinto, poeta angolano († 1991)
- 1924 - Zef Pllumi, religioso e scrittore albanese († 2007)
- 1925 - Jakov L'vovič Bazeljan, regista sovietico († 1990)
- 1925 - Reha Eken, calciatore, allenatore di calcio e dirigente sportivo turco († 2013)
- 1925 - Livio Maritano, vescovo cattolico italiano († 2014)
- 1925 - Donald O'Connor, attore, ballerino e cantante statunitense († 2003)
- 1925 - José Parra Martínez, calciatore spagnolo († 2016)
- 1925 - Arkadij e Boris Strugackij, scrittore sovietico († 1991)
- 1925 - Jurij Valentinovič Trifonov, scrittore russo († 1981)
- 1926 - Giustino Filippone-Thaulero, storico italiano († 2019)
- 1926 - Rocco Gatto, imprenditore italiano († 1977)
- 1926 - Eugen Horniak, cestista cecoslovacco († 2004)
- 1926 - Antoine Veil, imprenditore, politico e funzionario francese († 2013)
- 1927 - Carlos Hank González, politico messicano († 2001)
- 1927 - Domingo Massaro, calciatore e arbitro di calcio cileno († 2025)
- 1927 - Jim Sasseville, fumettista e designer statunitense († 2005)
- 1927 - Jo Sullivan Loesser, attrice e cantante statunitense († 2019)
- 1928 - Mushtaq Ahmed, hockeista su prato pakistano († 2011)
- 1928 - Sava Antić, calciatore jugoslavo († 1998)
- 1928 - Kenny Drew, pianista statunitense († 1993)
- 1928 - Kang Chang-gi, calciatore sudcoreano († 2007)
- 1928 - Antonio Montero Moreno, arcivescovo cattolico spagnolo († 2022)
- 1928 - Ugo Mulas, fotografo italiano († 1973)
- 1928 - Tito Salomoni, pittore italiano († 1986)
- 1929 - Lorenzo Calonga, calciatore paraguaiano († 2003)
- 1929 - John Evans, allenatore di calcio e calciatore inglese († 2004)
- 1929 - Ken Gampu, attore sudafricano († 2003)
- 1929 - István Kertész, direttore d'orchestra ungherese († 1973)
- 1929 - Errico Ortese, politico italiano († 2015)
- 1929 - Roxie Roker, attrice statunitense († 1995)
- 1929 - Max Simeoni, politico francese († 2023)
- 1929 - Carlo Sismonda, pittore, compositore e musicista italiano († 2011)
- 1929 - Keith Wegeman, saltatore con gli sci statunitense († 1974)
- 1930 - Gian Franco Anedda, politico e avvocato italiano († 2020)
- 1930 - Walmor Chagas, attore brasiliano († 2013)
- 1930 - Ben Gazzara, attore e regista statunitense († 2012)
- 1930 - Kyoko Hayashi, scrittrice giapponese († 2017)
- 1930 - Irinej, monaco cristiano, vescovo ortodosso e arcivescovo ortodosso serbo († 2020)
- 1930 - Nikolaj Sokolov, siepista sovietico († 2009)
- 1931 - Chris Avram, attore rumeno († 1989)
- 1931 - George Chalhoub, cestista egiziano († 2014)
- 1931 - Cristina Deutekom, soprano olandese († 2014)
- 1931 - Shun'ichirō Okano, allenatore di calcio e calciatore giapponese († 2017)
- 1931 - John Shirley-Quirk, basso-baritono inglese († 2014)
- 1931 - Silvio Tongiani, politico italiano († 2018)
- 1931 - Sven Tumba, hockeista su ghiaccio, calciatore e golfista svedese († 2011)
- 1932 - Yakir Aharonov, fisico israeliano
- 1932 - Andy Bathgate, hockeista su ghiaccio e allenatore di hockey su ghiaccio canadese († 2016)
- 1932 - Raul Cortez, attore brasiliano († 2006)
- 1932 - Leo Franciosi, ex tiratore a volo sammarinese
- 1932 - Lauro Grossi, politico italiano († 1989)
- 1932 - Edgardo Madinabeytia, calciatore argentino († 2002)
- 1932 - Alfredo Rasori, pallavolista italiano († 2007)
- 1932 - Simeón Soler, calciatore spagnolo († 2013)
- 1932 - Antonio Subranni, generale italiano († 2024)
- 1933 - Franco Bergamini, clarinettista italiano († 2009)
- 1933 - Dino Bigagnoli, ex calciatore italiano
- 1933 - Pietro Capodieci, musicista e liutaio italiano
- 1933 - Felipe de la Pozas, ex cestista cubano
- 1933 - Dante Lugo, calciatore argentino († 1995)
- 1933 - Elizabeth Seal, attrice e cantante inglese
- 1933 - Paolo Zanella, informatico italiano
- 1934 - Gert Blomé, hockeista su ghiaccio svedese († 2021)
- 1934 - Lino Colliard, storico italiano († 2010)
- 1934 - Michele Di Ruberto, arcivescovo cattolico italiano († 2025)
- 1934 - Hideki Fujii, fotografo giapponese († 2010)
- 1934 - Lionello Tulissi, calciatore italiano († 2007)
- 1935 - Kaye Elhardt, attrice statunitense († 2004)
- 1935 - Walter Horstmann, arbitro di calcio tedesco († 2015)
- 1935 - Sonny Shroyer, attore statunitense
- 1936 - Elaine Bonazzi, mezzosoprano statunitense († 2019)
- 1936 - Leonello Leoni, calciatore italiano († 2023)
- 1936 - Wilberforce Mfum, calciatore ghanese († 2025)
- 1936 - Dante Rossi, pallanuotista italiano († 2013)
- 1936 - Roberto Rumich, ex calciatore italiano
- 1936 - Bert Schneider, pilota motociclistico austriaco († 2009)
- 1936 - Slobodan Čendić, calciatore e allenatore di calcio jugoslavo († 2023)
- 1937 - Giovanni Arvedi, imprenditore e dirigente sportivo italiano
- 1937 - Alessandro Barberis, dirigente d'azienda italiano († 2024)
- 1937 - Haydee Coloso, nuotatrice filippina († 2021)
- 1937 - Giorgio Jegher, maratoneta italiano († 1997)
- 1937 - Tony Marchant, ex pistard australiano
- 1937 - Joe Osborn, bassista statunitense († 2018)
- 1937 - Ambrogio Valadè, calciatore italiano († 2007)
- 1937 - Martin West, attore statunitense († 2019)
- 1938 - Marla Adams, attrice statunitense († 2024)
- 1938 - Franco Bertini, ex cestista italiano
- 1938 - Carmen Casapieri, politica e sindacalista italiana († 1984)
- 1938 - Alberto Cavallone, regista cinematografico e sceneggiatore italiano († 1997)
- 1938 - Maurizio Costanzo, giornalista, conduttore televisivo e conduttore radiofonico italiano († 2023)
- 1938 - Dick Creith, pilota motociclistico britannico
- 1938 - Jody Hamilton, wrestler statunitense († 2021)
- 1938 - Józef Kowalczyk, arcivescovo cattolico polacco
- 1938 - Paul Edgar Philippe Martin, politico canadese
- 1938 - Đorđe Pavlić, calciatore jugoslavo († 2015)
- 1939 - Vladimir Ivašov, attore sovietico († 1995)
- 1939 - Branko Kostić, politico montenegrino († 2020)
- 1939 - Mario Maraschi, calciatore e allenatore di calcio italiano († 2020)
- 1939 - Eros Pagni, attore e doppiatore italiano
- 1939 - Giampaolo Piaceri, allenatore di calcio e ex calciatore italiano
- 1939 - Dina Sfat, attrice brasiliana († 1989)
- 1940 - Uma Aaltonen, scrittrice, giornalista e politica finlandese († 2009)
- 1940 - William Cohen, politico statunitense
- 1940 - Enrico Fasana, indologo italiano († 2008)
- 1940 - Dirk Galuba, attore e doppiatore tedesco
- 1940 - Ken Jenkins, attore statunitense
- 1940 - Gloria Leonard, attrice pornografica e regista statunitense († 2014)
- 1940 - Philippe Léotard, attore, cantante e poeta francese († 2001)
- 1940 - Nikola Manev, pittore bulgaro († 2018)
- 1940 - Agostino Marchetto, cardinale e arcivescovo cattolico italiano
- 1940 - Luigi Occhionero, politico italiano
- 1940 - Roger Pingeon, ciclista su strada francese († 2017)
- 1940 - Lolo Sainz, ex cestista, allenatore di pallacanestro e dirigente sportivo spagnolo
- 1940 - Joseph Shabalala, cantante e musicista sudafricano († 2020)
- 1940 - Hugo Stiglitz, attore, sceneggiatore e regista messicano
- 1940 - Bonnie Turner, sceneggiatrice statunitense
- 1940 - Nik Turner, cantante e sassofonista britannico († 2022)
- 1940 - Uriel Galdino da Veiga Fontoura, ex calciatore brasiliano
- 1941 - Nisse Andersson, ex calciatore e allenatore di calcio svedese
- 1941 - Tony Barry, attore e attivista australiano († 2022)
- 1941 - Gustavo Chazarreta, cestista argentino († 2017)
- 1941 - Toomas Leius, tennista sovietico († 2025)
- 1941 - Gerry Manzoli, bassista e paroliere italiano
- 1941 - Paul Plishka, basso statunitense († 2025)
- 1942 - Leonard L. Bailey, chirurgo statunitense († 2019)
- 1942 - Peter Bartlett, attore statunitense
- 1942 - Aleksandr Belavin, fisico russo
- 1942 - Giacomo Caliendo, politico e magistrato italiano († 2025)
- 1942 - Giorgio Casati, architetto e pittore italiano
- 1942 - Sterling Morrison, chitarrista e bassista statunitense († 1995)
- 1942 - Jorge Liberato Urosa Savino, cardinale e arcivescovo cattolico venezuelano († 2021)
- 1942 - José Eduardo dos Santos, politico, ingegnere e generale angolano († 2022)
- 1943 - Paolo Bagni, filosofo italiano († 2006)
- 1943 - Milo Baresa, calciatore belga († 2019)
- 1943 - Pete Bellotte, produttore discografico e paroliere britannico
- 1943 - Surayud Chulanont, politico e generale thailandese
- 1943 - Simon LeVay, neuroscienziato britannico
- 1943 - David Soul, attore e cantautore statunitense († 2024)
- 1944 - Paolo Bertetto, storico del cinema italiano
- 1944 - Boyd Coddington, designer statunitense († 2008)
- 1944 - Roger De Coster, pilota motociclistico belga
- 1944 - Mario Ferraguti, ex calciatore italiano
- 1944 - Marianne Heemskerk, ex nuotatrice olandese
- 1944 - Anna Maria Mammoliti, attivista, giornalista e editrice italiana († 2009)
- 1944 - Enric Margall, cestista spagnolo († 1986)
- 1944 - Elena Mauti Nunziata, cantante lirica italiana († 2024)
- 1944 - Kay Parker, attrice pornografica britannica († 2022)
- 1944 - Ángel Clemente Rojas, ex calciatore argentino
- 1944 - Orlando Smith, politico anglo-verginiano
- 1944 - Ahmet Nazif Zorlu, imprenditore turco
- 1945 - John Demarie, giocatore di football americano statunitense († 2015)
- 1945 - Gustav Kuhn, direttore d'orchestra, compositore e direttore teatrale austriaco
- 1945 - Milan Kňažko, attore e politico slovacco
- 1945 - Jim Lynch, giocatore di football americano statunitense († 2022)
- 1945 - Benny Lévy, filosofo e scrittore francese († 2003)
- 1945 - Tom Shaw, vescovo anglicano statunitense († 2014)
- 1945 - Bruno Nuytten, direttore della fotografia, regista e sceneggiatore francese
- 1945 - Gary Sherman, regista, sceneggiatore e produttore cinematografico statunitense
- 1945 - William Unruh, fisico canadese
- 1946 - Alfonso Font, fumettista spagnolo
- 1946 - Anders Gärderud, ex siepista e mezzofondista svedese
- 1946 - Clara Sereni, scrittrice, giornalista e traduttrice italiana († 2018)
- 1947 - James Aubrey, attore britannico († 2010)
- 1947 - Gianfranco Borrelli, politologo italiano
- 1947 - Carlo Felice Casula, storico italiano
- 1947 - El Cobarde, wrestler messicano († 1983)
- 1947 - Terry Driscoll, ex cestista, allenatore di pallacanestro e dirigente sportivo statunitense
- 1947 - Péter Gothár, regista e sceneggiatore ungherese
- 1947 - Emlyn Hughes, calciatore e allenatore di calcio inglese († 2004)
- 1947 - Jah Lloyd, cantante, disc jockey e beatmaker giamaicano († 1999)
- 1947 - Angelo Lodi, ex calciatore italiano
- 1947 - Al Miller, ex giocatore di football americano e allenatore di football americano statunitense
- 1947 - Debra Mooney, attrice statunitense
- 1947 - Johnny Moore, ex calciatore scozzese
- 1947 - Alice Playten, attrice e doppiatrice statunitense († 2011)
- 1947 - Giovanni Zadra, giocatore di curling italiano
- 1948 - Annamaria Ciarallo, archeologa e botanica italiana († 2013)
- 1948 - Everald Cummings, allenatore di calcio e ex calciatore trinidadiano
- 1948 - Bror Danielsson, ex pilota di rally svedese
- 1948 - Natal'ja Georgievna Gundareva, attrice teatrale e attrice cinematografica sovietica († 2005)
- 1948 - Horacio Gutiérrez, pianista cubano
- 1948 - Vonda N. McIntyre, autrice di fantascienza statunitense († 2019)
- 1948 - Héctor Payán, cestista messicano († 2012)
- 1948 - Danny Seraphine, batterista statunitense
- 1949 - Marco Antonio Araujo, musicista brasiliano († 1986)
- 1949 - Wayne Cilento, attore, ballerino e coreografo statunitense
- 1949 - Charles Rocket, attore statunitense († 2005)
- 1949 - Hugh Cornwell, cantante e chitarrista britannico
- 1949 - Martin Lamble, batterista inglese († 1969)
- 1949 - Svetislav Pešić, allenatore di pallacanestro e ex cestista jugoslavo
- 1949 - Larisa Petrik, ex ginnasta sovietica
- 1949 - Alain Santy, ex ciclista su strada francese
- 1949 - Conny Torstensson, allenatore di calcio e ex calciatore svedese
- 1950 - Seil'da Bajšakov, calciatore sovietico († 2023)
- 1950 - Silvio Baracchini, ex pallanuotista italiano
- 1950 - Randolph Roque Calvo, vescovo cattolico statunitense
- 1950 - Robert Kasting, ex nuotatore canadese
- 1950 - Michael Matthews, compositore e docente canadese
- 1950 - Malcolm Partridge, ex calciatore inglese
- 1951 - Giorgio Castelli, ex giocatore di baseball italiano
- 1951 - Chen Qigang, compositore cinese
- 1951 - Don Correia, ballerino, attore e coreografo statunitense
- 1951 - Nelson Cupello, ex calciatore brasiliano
- 1951 - Dennis Davis, batterista statunitense († 2016)
- 1951 - Barbara Hambly, scrittrice e sceneggiatrice statunitense
- 1951 - Santo Mangano, schermidore e tiratore a segno italiano
- 1952 - Giuseppe Berta, storico italiano († 2024)
- 1952 - Augustin Bizimungu, criminale di guerra e generale ruandese
- 1952 - Julia Brownley, politica statunitense
- 1952 - Oleksandr Damin, ex calciatore sovietico
- 1952 - Rita Dove, poetessa e scrittrice statunitense
- 1952 - Karl Hopfner, dirigente sportivo tedesco
- 1952 - Nancy Nieto, ex cestista colombiana
- 1952 - Serge Parsani, dirigente sportivo e ex ciclista su strada italiano
- 1953 - Bob Avellini, giocatore di football americano statunitense († 2024)
- 1953 - Teresa Almeida Garrett, politica portoghese
- 1953 - Flavio Caselli, politico italiano († 2015)
- 1953 - Ernesto Cima, cestista italiano († 2001)
- 1953 - Ditmar Jakobs, ex calciatore tedesco occidentale
- 1953 - Tõnu Kaljuste, direttore d'orchestra estone
- 1953 - Justo Navarro, scrittore e poeta spagnolo
- 1953 - Roberto Ricchini, allenatore di pallacanestro italiano
- 1953 - Mark Stahl, ex calciatore statunitense
- 1954 - Jozef Barmoš, allenatore di calcio e ex calciatore cecoslovacco
- 1954 - Carlos Curbelo, ex calciatore francese
- 1954 - Aigars Kriķis, slittinista sovietico († 1999)
- 1954 - Luca Nicolotti, terrorista e brigatista italiano
- 1954 - Jeremy Silman, scacchista statunitense († 2023)
- 1954 - Aleksandr Skvorcov, hockeista su ghiaccio russo († 2020)
- 1955 - Sergej Chlebnikov, pattinatore di velocità su ghiaccio sovietico († 1999)
- 1955 - Agostino Da Polenza, alpinista italiano
- 1955 - Gaetano Liguori, attore, produttore teatrale e regista italiano
- 1955 - Michele Tatulli, poliziotto italiano († 1980)
- 1955 - Tine Van Rompuy, infermiera, sindacalista e politica belga
- 1955 - Hilde Van Boxelaer, ex cestista belga
- 1956 - Antonello Belluco, regista, sceneggiatore e montatore italiano
- 1956 - Jo Burt, bassista britannico
- 1956 - Rossana Di Bello, politica italiana († 2021)
- 1956 - Beverley Goddard, ex velocista britannica
- 1956 - Luis Guzmán, attore portoricano
- 1956 - Kathy Hall, allenatrice di calcio e ex calciatrice neozelandese
- 1956 - John Long, ex cestista statunitense
- 1956 - Benoît Peeters, fumettista, sceneggiatore e scrittore francese
- 1956 - Raimundo Pereira, politico guineense
- 1956 - Juan José Rubio, ex calciatore spagnolo
- 1956 - Lorenzo Sacconi, economista e filosofo italiano
- 1956 - Steve Whiteman, cantante statunitense
- 1957 - Ai Weiwei, artista, designer e attivista cinese
- 1957 - Viktor Borisovič Christenko, politico russo
- 1957 - Steve Grant, ex cestista statunitense
- 1957 - Ivo Josipović, politico croato
- 1957 - Graziano Piagnerelli, ex calciatore italiano
- 1957 - Doug Powell, ex sciatore alpino statunitense
- 1957 - Manolo Preciado, allenatore di calcio e calciatore spagnolo († 2012)
- 1957 - Rick Rossovich, attore statunitense
- 1957 - Daniel Stern, attore statunitense
- 1957 - Tonho, ex calciatore brasiliano
- 1958 - Bruno Bergonzi, batterista, percussionista e arrangiatore italiano
- 1958 - Giancarlo Favarin, allenatore di calcio e ex calciatore italiano
- 1958 - Scott Hamilton, ex pattinatore artistico su ghiaccio statunitense
- 1958 - Eiji Ōtsuka, scrittore giapponese
- 1958 - Paolo Pininfarina, imprenditore italiano († 2024)
- 1958 - Guido Ugolotti, dirigente sportivo, allenatore di calcio e ex calciatore italiano
- 1958 - Marcello Vandelli, pittore italiano
- 1959 - Daniele Arrigoni, allenatore di calcio e ex calciatore italiano
- 1959 - Nello Cianci, ex calciatore italiano
- 1959 - Jörg Dürmüller, tenore svizzero
- 1959 - Abel Folk, attore spagnolo
- 1959 - Robin Hanson, economista statunitense
- 1959 - Simon Karori, ex mezzofondista e maratoneta keniota
- 1959 - Finbar Lynch, attore irlandese
- 1959 - Haruhiko Mikimoto, illustratore, fumettista e character designer giapponese
- 1959 - John Allen Nelson, attore statunitense
- 1959 - Christophe Pillet, designer francese
- 1959 - Brian Thompson, attore statunitense
- 1960 - Leroy Chiao, ex astronauta statunitense
- 1960 - Gennadij Denisov, ex calciatore uzbeko
- 1960 - Edhi Handoko, scacchista indonesiano († 2009)
- 1960 - Jean-Claude Lemoult, ex calciatore francese
- 1960 - Romerito, ex calciatore paraguaiano
- 1960 - Emma Samms, attrice e sceneggiatrice britannica
- 1960 - Fred Schaub, calciatore tedesco († 2003)
- 1960 - Steve Sylvester, cantante italiano
- 1960 - Roger Tallroth, lottatore svedese
- 1960 - Flavio Zappi, ex ciclista su strada italiano
- 1960 - Svetozar Šapurić, allenatore di calcio, dirigente sportivo e calciatore serbo († 2024)
- 1961 - Kim Appleby, cantautrice britannica
- 1961 - Jennifer Coolidge, attrice statunitense
- 1961 - Benoît Delhomme, direttore della fotografia francese
- 1961 - Saskia Esken, politica tedesca
- 1961 - Daniel Ernest Flores, vescovo cattolico statunitense
- 1961 - Vasilīs Fragkias, ex cestista e allenatore di pallacanestro greco
- 1961 - Sheila Holzworth, sciatrice alpina statunitense († 2013)
- 1961 - Kim Leine, scrittore danese
- 1961 - Roberto Marina, ex calciatore spagnolo
- 1961 - Francesco Marino, dirigente sportivo e ex calciatore italiano
- 1961 - Francesca Livia Sartori, costumista italiana
- 1961 - Claudio Schina, dirigente sportivo, allenatore di pallamano e ex pallamanista italiano
- 1962 - Paul Allen, ex calciatore inglese
- 1962 - Flavio Destro, allenatore di calcio e ex calciatore italiano
- 1962 - David Fincher, regista, produttore cinematografico e produttore televisivo statunitense
- 1962 - Ljubisav Luković, ex cestista e allenatore di pallacanestro serbo
- 1962 - Melissa Rosenberg, sceneggiatrice statunitense
- 1962 - Duncan Shearer, allenatore di calcio e ex calciatore scozzese
- 1962 - David Zuckerman, sceneggiatore e produttore televisivo statunitense
- 1963 - Peter Assmann, scrittore austriaco
- 1963 - Regina Jacobs, ex mezzofondista statunitense
- 1963 - Daniel King, scacchista inglese
- 1963 - Andrew Krivak, scrittore statunitense
- 1963 - Waldemar Legień, ex judoka polacco
- 1963 - Ezio Panero, ex calciatore italiano
- 1963 - Lester Speight, ex giocatore di football americano, wrestler e attore statunitense
- 1963 - Adelino Zennaro, ex calciatore italiano
- 1964 - Mike Brewer, conduttore televisivo britannico
- 1964 - Heinz Holzer, ex sciatore alpino italiano
- 1964 - Lee Janzen, golfista statunitense
- 1964 - Kaj Leo Johannesen, politico e ex calciatore faroese
- 1964 - Gry Johansen, cantante danese
- 1964 - Cécile Kyenge, politica italiana
- 1964 - Mike Rapada, wrestler statunitense
- 1964 - Vincenzo Terracciano, regista italiano
- 1964 - Marquinhos Trad, avvocato e politico brasiliano
- 1965 - Željko Adžić, ex calciatore croato
- 1965 - Roberto Arditti, giornalista italiano
- 1965 - Pietro Borradori, compositore italiano
- 1965 - Dan Crowley, ex rugbista a 15 e investigatore australiano
- 1965 - Stig Arne Gjellestad, ex calciatore norvegese
- 1965 - Peter Kohl, imprenditore tedesco
- 1965 - Sonia Kruger, conduttrice televisiva, conduttrice radiofonica e personaggio televisivo statunitense
- 1965 - Dmitrij Kuznecov, allenatore di calcio e ex calciatore sovietico
- 1965 - Aramis Naglić, ex cestista e allenatore di pallacanestro croato
- 1965 - Umberto Pelizzari, apneista e conduttore televisivo italiano
- 1965 - Satoshi Tajiri, autore di videogiochi giapponese
- 1965 - Amanda Tapping, attrice canadese
- 1965 - Shania Twain, cantautrice, produttrice discografica e attrice canadese
- 1965 - Kenji Yamamoto, ex calciatore giapponese
- 1965 - François Zourabichvili, filosofo francese († 2006)
- 1966 - Delphine Forest, attrice francese († 2020)
- 1966 - Dritan Hila, giornalista, diplomatico e pubblicista albanese
- 1966 - Julen Lopetegui, allenatore di calcio e ex calciatore spagnolo
- 1966 - Michele Padovano, dirigente sportivo e ex calciatore italiano
- 1966 - Yōko Takahashi, cantante giapponese
- 1967 - Bart Heirewegh, ex ciclista su strada belga
- 1967 - Angela Ianaro, politica italiana
- 1967 - Kōji Matsushita, ex tennistavolista giapponese
- 1967 - Angelo Sorino, attore e doppiatore italiano
- 1968 - Antonio Aloisi, allenatore di calcio e ex calciatore italiano
- 1968 - Gianluca Bortolami, ex ciclista su strada e pistard italiano
- 1968 - Billy Boyd, attore e cantante britannico
- 1968 - Luciano Federico, attore italiano
- 1968 - Gianluca Forcolin, politico italiano
- 1968 - Tom Freund, cantautore e polistrumentista statunitense
- 1968 - Masaaki Furukawa, ex calciatore giapponese
- 1968 - Antonio Mata, ex calciatore spagnolo
- 1968 - Robbie Mustoe, ex calciatore britannico
- 1968 - Javier Ortega Smith, politico e ex militare spagnolo
- 1968 - Tank Palamara, chitarrista italiano
- 1968 - Alessandro Puccini, maestro di scherma e ex schermidore italiano
- 1968 - Ján Svorada, ex ciclista su strada e dirigente sportivo cecoslovacco
- 1969 - Élise Ancion, sceneggiatrice, costumista e regista teatrale belga
- 1969 - Jack Black, attore, musicista e comico statunitense
- 1969 - Philipp Brammer, attore e doppiatore tedesco († 2014)
- 1969 - Moses Chikwalakwala, calciatore zambiano († 1993)
- 1969 - Amy Cissé, ex cestista francese
- 1969 - Aleksandrs Dibrivnijs, allenatore di calcio a 5, ex giocatore di calcio a 5 e ex calciatore lettone
- 1969 - Robert Englaro, allenatore di calcio e ex calciatore sloveno
- 1969 - Raffaele Fitto, politico italiano
- 1969 - Scott Forstall, ex dirigente d'azienda e programmatore statunitense
- 1969 - Mary McCartney, fotografa inglese
- 1969 - Anke Möhring, ex nuotatrice tedesca
- 1969 - Fernando Prado Ayuso, vescovo cattolico spagnolo
- 1969 - Jason Priestley, attore, regista e produttore televisivo canadese
- 1969 - Sheryl Sandberg, imprenditrice e funzionaria statunitense
- 1969 - Pierre Turgeon, ex hockeista su ghiaccio canadese
- 1970 - Sherrié Austin, attrice e cantante australiana
- 1970 - Robert Battle, direttore artistico, coreografo e ex ballerino statunitense
- 1970 - Carlos Enrique Carrasquilla, ex schermidore colombiano
- 1970 - Giuseppe Falsone, mafioso italiano
- 1970 - José Manuel Gomes, allenatore di calcio portoghese
- 1970 - William González, ex schermidore colombiano
- 1970 - Mike Lapper, allenatore di calcio e ex calciatore statunitense
- 1970 - Elmar Messner, ex snowboarder italiano
- 1970 - Mian Mian, scrittrice e attrice cinese
- 1970 - Mario Saccone, ex calciatore argentino
- 1970 - Daniel Šmejkal, ex calciatore ceco
- 1971 - Katia Aere, paraciclista e apneista italiana
- 1971 - Nikola Bulatović, ex cestista e allenatore di pallacanestro montenegrino
- 1971 - Bill Edwards, ex cestista statunitense
- 1971 - Todd Eldredge, ex pattinatore artistico su ghiaccio statunitense
- 1971 - Janet Evans, ex nuotatrice statunitense
- 1971 - Daniel Goddard, attore e modello australiano
- 1971 - Dave Hughes, produttore televisivo e editore statunitense
- 1971 - Atsushi Inaba, autore di videogiochi e imprenditore giapponese
- 1971 - Savvas Kōnstantinou, ex calciatore cipriota
- 1971 - Jabulile Mashwama, politica swazilandese
- 1971 - Juan Enrique Maturana, pilota motociclistico spagnolo
- 1971 - Andreas Ottosson, ex calciatore svedese
- 1971 - Agustí Roc Amador, scialpinista spagnolo
- 1971 - Uwe Schneider, ex calciatore tedesco
- 1971 - Joann Sfar, fumettista, illustratore e scrittore francese
- 1972 - Jarno Boesveld, pilota motociclistico olandese
- 1972 - Franck Boidin, ex schermidore francese
- 1972 - Boris Chlebnikov, regista russo
- 1972 - Aleksej Djumin, politico russo
- 1972 - Saša Drakulić, ex calciatore serbo
- 1972 - Giuseppe Mingione, matematico italiano
- 1972 - Cheryl Porter, cantante statunitense
- 1972 - Omayra Sánchez, colombiana († 1985)
- 1972 - Dzmitryj Zavadski, giornalista bielorusso
- 1973 - Mario Alfieri, allenatore di calcio e ex calciatore italiano
- 1973 - Matthew John Armstrong, attore statunitense
- 1973 - Giuliano Boursier, produttore discografico, arrangiatore e direttore d'orchestra italiano
- 1973 - Gionata Costa, musicista italiano
- 1973 - Irina Dvorovenko, ballerina e attrice ucraina
- 1973 - Marie Frank, cantante danese
- 1973 - Dolly Golden, ex attrice pornografica francese
- 1973 - Andy Karl, attore e cantante statunitense
- 1973 - Kirby Morrow, attore, doppiatore e scrittore canadese († 2020)
- 1973 - Paavo Puurunen, ex sciatore nordico finlandese
- 1973 - J. August Richards, attore statunitense
- 1973 - Goran Savanović, ex cestista serbo
- 1973 - Armen Shahgeldyan, allenatore di calcio e ex calciatore armeno
- 1973 - Takashi Takeuchi, illustratore giapponese
- 1974 - Adrián Biniez, regista cinematografico, sceneggiatore e attore argentino
- 1974 - Sergio Bonilla, attore e doppiatore messicano
- 1974 - Kristin Booth, attrice canadese
- 1974 - Christoph Frick, ex calciatore liechtensteinese
- 1974 - Frédéric Danjou, ex calciatore francese
- 1974 - Gianfelice Facchetti, attore, scrittore e regista teatrale italiano
- 1974 - Oliver Glasner, allenatore di calcio e ex calciatore austriaco
- 1974 - Timo Gottschalk, copilota di rally tedesco
- 1974 - Nura Imamović, ex cestista bosniaca
- 1974 - Carsten Jancker, allenatore di calcio e ex calciatore tedesco
- 1974 - Kaori Mizuhashi, doppiatrice giapponese
- 1974 - Terrell Myers, ex cestista e allenatore di pallacanestro statunitense
- 1974 - Silvanus Njambari, calciatore namibiano († 2003)
- 1974 - Luigi Pastore, regista, sceneggiatore e produttore cinematografico italiano
- 1974 - Alexis Skye, modella statunitense
- 1974 - Jason Tarver, allenatore di football americano statunitense
- 1974 - Jesús Valiente, ex calciatore venezuelano
- 1974 - Paola Vukojicic, hockeista su prato argentina
- 1975 - Ryan Bailey, pallanuotista statunitense
- 1975 - Mustafa Kemal Bitim, ex cestista turco
- 1975 - Eugene Byrd, attore statunitense
- 1975 - Stefano Canti, politico sammarinese
- 1975 - Jamie Cureton, allenatore di calcio e calciatore inglese
- 1975 - Gareth Farrelly, allenatore di calcio e ex calciatore irlandese
- 1975 - Shana Feste, regista e sceneggiatrice statunitense
- 1975 - Yūko Gotō, attrice, doppiatrice e cantante giapponese
- 1975 - Thalamus McGhee, ex cestista statunitense
- 1975 - José Mora, ex calciatore ecuadoriano
- 1975 - Jade Raymond, autrice di videogiochi canadese
- 1975 - Nick E. Tarabay, attore libanese
- 1975 - Senad Tiganj, ex calciatore sloveno
- 1975 - João Tordo, scrittore, giornalista e sceneggiatore portoghese
- 1975 - Royce Willis, ex rugbista a 15 neozelandese
- 1976 - Duilio Collutiis, scacchista italiano
- 1976 - Gianluca Durante, ex pallavolista italiano
- 1976 - Gillian Foster, ex calciatrice australiana
- 1976 - Massimiliano Guidetti, allenatore di calcio e ex calciatore italiano
- 1976 - Charlie Hore, ex rugbista a 15 neozelandese
- 1976 - Tujiko Noriko, cantante e compositrice giapponese
- 1976 - Håvard Sakariassen, ex calciatore norvegese
- 1976 - Sabrina Scampini, giornalista e conduttrice televisiva italiana
- 1976 - Tyree Washington, ex velocista statunitense
- 1976 - Anna Zimerle, ex cestista italiana
- 1977 - Daniel Andersson, dirigente sportivo, allenatore di calcio e ex calciatore svedese
- 1977 - Kaouther Ben Hania, regista e sceneggiatrice tunisina
- 1977 - Christelle Cornil, attrice belga
- 1977 - Aleksej Dymovskij, poliziotto russo
- 1977 - Javier Eseverri, ex giocatore di calcio a 5 spagnolo
- 1977 - Juanín García, ex pallamanista spagnolo
- 1977 - Todor Gečevski, ex cestista macedone
- 1977 - Shinji Jōjō, ex calciatore giapponese
- 1977 - Dema Kovalenko, ex calciatore ucraino
- 1977 - Lantame Ouadja, ex calciatore togolese
- 1977 - Adam Rayner, attore britannico
- 1977 - Davide Ricci, attore e ex modello italiano
- 1978 - Bülent Akın, allenatore di calcio, dirigente sportivo e ex calciatore turco
- 1978 - Kalidou Cissokho, ex calciatore senegalese
- 1978 - Pablo Echenique, fisico e politico argentino
- 1978 - Mirko Englich, lottatore tedesco
- 1978 - Feng Kai, ex pattinatore di short track cinese
- 1978 - Luca Ferro, allenatore di calcio e ex calciatore italiano
- 1978 - Darren Kelly, ex cestista statunitense
- 1978 - Jess Margera, batterista statunitense
- 1978 - Steve Mesler, bobbista statunitense
- 1978 - Kelly Overton, attrice, regista e sceneggiatrice statunitense
- 1978 - Pablo Parés, regista cinematografico, sceneggiatore e attore argentino
- 1978 - Ricky Reyes, wrestler statunitense
- 1978 - Grzegorz Sudoł, marciatore polacco
- 1979 - Shaila Dúrcal, cantante e chitarrista spagnola
- 1979 - Jamar Fletcher, ex giocatore di football americano statunitense
- 1979 - Michel Franco, regista, sceneggiatore e montatore messicano
- 1979 - Chiara Giallonardo, conduttrice televisiva e conduttrice radiofonica italiana
- 1979 - Elva Hsiao, cantante e attrice taiwanese
- 1979 - Petros Konnafīs, ex calciatore cipriota
- 1979 - Andrew Lepani, calciatore papuano
- 1979 - Matteo Manfredi, imprenditore italiano
- 1979 - Cristian Martins Cabral, ex calciatore brasiliano
- 1979 - Luis Arturo Mena, ex calciatore cileno
- 1979 - Magdalena Mroczkiewicz, schermitrice polacca
- 1979 - Markus Pröll, ex calciatore tedesco
- 1979 - Christopher Sembroski, ingegnere militare e astronauta statunitense
- 1979 - Ismed Sofyan, calciatore indonesiano
- 1979 - Kenny Stamatopoulos, allenatore di calcio e calciatore greco
- 1979 - Shane Van Dyke, attore, regista e sceneggiatore statunitense
- 1979 - Ivana Voračková, ex cestista ceca
- 1980 - Reiko Aisawa, modella giapponese
- 1980 - Matt Carroll, ex cestista statunitense
- 1980 - Sean Charmatz, animatore statunitense
- 1980 - Fousseni Diawara, ex calciatore francese
- 1980 - Edwin Linssen, allenatore di calcio e ex calciatore olandese
- 1980 - Sergej Novikov, ex fondista russo
- 1980 - Carly Pope, attrice canadese
- 1980 - Petra Schmidt-Schaller, attrice tedesca
- 1980 - Zax Wang, cantante, attore e conduttore televisivo taiwanese
- 1981 - Alessandra Barzaghi, attrice e conduttrice televisiva italiana
- 1981 - Rubén Bustos, ex calciatore colombiano
- 1981 - Dan Deacon, musicista e compositore statunitense
- 1981 - Martin Erat, ex hockeista su ghiaccio ceco
- 1981 - Marco B. Bucci, sceneggiatore, fumettista e autore di giochi italiano
- 1981 - Clarisa Fernández, ex tennista argentina
- 1981 - Charlie Frye, allenatore di football americano e ex giocatore di football americano statunitense
- 1981 - Gavin Griffin, giocatore di poker statunitense
- 1981 - Daniel Gygax, ex calciatore e allenatore di calcio svizzero
- 1981 - Marius Johnsen, ex calciatore norvegese
- 1981 - Saša Knežević, ex cestista e modello austriaco
- 1981 - Thomas Léonard, arbitro di calcio francese
- 1981 - Mobulu M'Futi, ex calciatore congolese (Repubblica Democratica del Congo)
- 1981 - Oluchi Okorie, ex cestista nigeriana
- 1981 - Jake Owen, cantante statunitense
- 1981 - Giovanni Passiglia, ex calciatore italiano
- 1981 - Dania Pastore, ex pallamanista italiana
- 1981 - Ėl'dar Salavatov, regista russo
- 1981 - Milda Sauliūtė, cestista lituana
- 1981 - Manuel Scalise, allenatore di calcio e ex calciatore italiano
- 1981 - Amara Sy, ex cestista francese
- 1981 - Szilvia Török, ex cestista ungherese
- 1981 - Vũ Như Thành, calciatore vietnamita
- 1981 - Agata Wróbel, ex sollevatrice polacca
- 1981 - Gabriel Wüthrich, allenatore di calcio e ex calciatore svizzero
- 1982 - Anderson Silva de França, ex calciatore brasiliano
- 1982 - Darren Brooks, ex cestista statunitense
- 1982 - Gionna Cabrera, modella filippina
- 1982 - Pichitphong Choeichiu, calciatore thailandese
- 1982 - Kelly Thiebaud, attrice statunitense
- 1982 - Tricia Homer, modella statunitense
- 1982 - Yūma Ishigaki, attore giapponese
- 1982 - Kahê, ex calciatore brasiliano
- 1982 - Manú, ex calciatore portoghese
- 1982 - Kevin McNaughton, ex calciatore scozzese
- 1982 - Thiago Motta, allenatore di calcio e ex calciatore brasiliano
- 1982 - Rodrigue Moundounga, ex calciatore gabonese
- 1982 - Karo Parisyan, artista marziale misto statunitense
- 1982 - LeAnn Rimes, cantante e attrice statunitense
- 1982 - Ernest Scott, ex cestista e allenatore di pallacanestro statunitense
- 1983 - Said Suwailim Al-Shoon, ex calciatore omanita
- 1983 - Richard Cabral, attore statunitense
- 1983 - Laura Elizondo, modella messicana
- 1983 - Melania Gabbiadini, ex calciatrice e ex giocatrice di calcio a 5 italiana
- 1983 - Alfonso Herrera, cantante e attore messicano
- 1983 - Will Herring, ex giocatore di football americano statunitense
- 1983 - Jason Hunter, giocatore di football americano statunitense
- 1983 - Kimberly Kane, attrice pornografica statunitense
- 1983 - Lasith Malinga, crickettista cingalese
- 1983 - Manuela Mangili, ex calciatrice italiana
- 1983 - Gerry McNamara, ex cestista e allenatore di pallacanestro statunitense
- 1983 - Luke McAlister, ex rugbista a 15 neozelandese
- 1983 - Manuela Mölgg, ex sciatrice alpina italiana
- 1983 - Christian Pander, ex calciatore tedesco
- 1983 - Lilli Schwarzkopf, multiplista tedesca
- 1984 - Rabiu Baita, ex calciatore nigeriano
- 1984 - Paula Fernandes, cantautrice brasiliana
- 1984 - Michael Galeota, attore statunitense († 2016)
- 1984 - Louis Gaudinot, artista marziale misto statunitense
- 1984 - Seda Güven, attrice turca
- 1984 - Will Harris, giocatore di baseball statunitense
- 1984 - So Yi-hyun, attrice sudcoreana
- 1984 - Koura Kaba Fantoni, ex velocista italiano
- 1984 - Kōhei Kudō, ex calciatore giapponese
- 1984 - Lucia Kupčíková, ex cestista slovacca
- 1984 - Anastasija Kuz'mina, biatleta russa
- 1984 - Gediminas Maceina, cestista lituano
- 1984 - Maria Marconi, tuffatrice italiana
- 1984 - Marc Pfitzner, ex calciatore tedesco
- 1984 - Sarah Roemer, attrice e modella statunitense
- 1984 - Kōsei Shibasaki, ex calciatore giapponese
- 1984 - Osvaldo Supino, cantautore italiano
- 1984 - Kam Taylor, ex cestista statunitense
- 1984 - Darian Townsend, nuotatore statunitense
- 1985 - Willie Peyote, rapper e cantautore italiano
- 1985 - Shirley Cruz, allenatrice di calcio e ex calciatrice costaricana
- 1985 - Bianca Del Carretto, ex schermitrice italiana
- 1985 - Farid El Alagui, ex calciatore marocchino
- 1985 - Treat Conrad Huey, ex tennista filippino
- 1985 - Masahiko Inoha, calciatore giapponese
- 1985 - Kjetil Jansrud, ex sciatore alpino norvegese
- 1985 - Helena Jansson, orientista svedese
- 1985 - Manuel Weber, ex calciatore austriaco
- 1986 - Renato Arapi, allenatore di calcio, dirigente sportivo e ex calciatore albanese
- 1986 - Walid Atta, calciatore svedese
- 1986 - Stuart Bithell, velista britannico
- 1986 - Jeff Green, cestista statunitense
- 1986 - Armie Hammer, attore statunitense
- 1986 - Tommy Hanson, giocatore di baseball statunitense († 2015)
- 1986 - Petru Hvorosteanov, ex calciatore moldavo
- 1986 - Steven Lenhart, ex calciatore statunitense
- 1986 - Mohombi, cantautore e ballerino svedese
- 1986 - Emil Ninu, calciatore rumeno
- 1986 - Salvatore Parlato, cestista italiano
- 1986 - Valentina Perrella, doppiatrice, direttrice del doppiaggio e attrice italiana
- 1986 - Jocelyn Roux, ex calciatore svizzero
- 1986 - Gilad Shalit, giornalista israeliano
- 1986 - Dragan Travica, pallavolista croato
- 1986 - Florence Welch, cantautrice, scrittrice e produttrice discografica britannica
- 1986 - Shavonte Zellous, cestista statunitense
- 1987 - Seray Altay, pallavolista turca
- 1987 - Marija Čerepanova, cestista russa
- 1987 - Oliver Clay, ex cestista tedesco
- 1987 - Leonardo Genoni, hockeista su ghiaccio svizzero
- 1987 - Rouwen Hennings, ex calciatore tedesco
- 1987 - Daigo Nishi, calciatore giapponese
- 1987 - Park Joo-hee, attrice sudcoreana
- 1987 - Rydell Poepon, calciatore olandese
- 1987 - Paul Robinson, arrampicatore statunitense
- 1987 - Donovan Slijngard, ex calciatore olandese
- 1988 - Danny Aiken, giocatore di football americano statunitense
- 1988 - Enric Auquer, attore spagnolo
- 1988 - Martin Donnelly, calciatore nordirlandese
- 1988 - Shalita Grant, attrice statunitense
- 1988 - Kane Hames, rugbista a 15 neozelandese
- 1988 - Michael Hoomanawanui, giocatore di football americano statunitense
- 1988 - Rosannagh MacLennan, ginnasta canadese
- 1988 - Mayra Matos, modella portoricana
- 1988 - Cristian Portilla, ex calciatore spagnolo
- 1988 - Anton Postupalenko, ex calciatore ucraino
- 1988 - Justin Trattou, giocatore di football americano statunitense
- 1988 - Gerardo Yecerotte, calciatore boliviano
- 1989 - César Azpilicueta, calciatore spagnolo
- 1989 - Damian Bellón, allenatore di calcio e ex calciatore svizzero
- 1989 - Valtteri Bottas, pilota automobilistico finlandese
- 1989 - Jens Debusschere, ex ciclista su strada belga
- 1989 - Madison Eginton, attrice statunitense
- 1989 - Hatila Fogo, ex giocatore di football americano brasiliano
- 1989 - Farhad Ghaemi, pallavolista iraniano
- 1989 - Ângelo Girão, hockeista su pista portoghese
- 1989 - Stefan Hristov, calciatore bulgaro
- 1989 - Jo Kwon, cantante e attore sudcoreano
- 1989 - Li Yuehong, tiratore a segno cinese
- 1989 - Hanan Maman, ex calciatore israeliano
- 1989 - Jamie Murphy, calciatore scozzese
- 1989 - Cassadee Pope, cantautrice e musicista statunitense
- 1989 - Aleksandr Rachmanov, scacchista russo
- 1989 - Ri Jin-hyok, calciatore nordcoreano
- 1989 - Martin Svendsen, giocatore di calcio a 5 e calciatore norvegese
- 1989 - Mario Tadejević, calciatore croato
- 1989 - Christina Von Eerie, wrestler statunitense
- 1989 - Vjačeslav Zajcev, cestista russo
- 1990 - Isaác Brizuela, calciatore messicano
- 1990 - Michael Christensen, pilota automobilistico danese
- 1990 - Jacob Davich, attore statunitense
- 1990 - Katie Findlay, attrice canadese
- 1990 - Rufus Johnson, giocatore di football americano statunitense
- 1990 - Agnieszka Kobus, canottiera polacca
- 1990 - Bojan Krkić, dirigente sportivo e ex calciatore spagnolo
- 1990 - Golgol Mebrahtu, calciatore eritreo
- 1990 - Rade Obrenović, arbitro di calcio sloveno
- 1990 - Nikola Ogrodníková, giavellottista ceca
- 1990 - Vincenza Petrilli, arciera italiana
- 1990 - Jane Randall, modella statunitense
- 1990 - Javier Andrés Sanguinetti, calciatore argentino
- 1990 - Brooke Wales, ex sciatrice alpina statunitense
- 1991 - Felicio Brown, calciatore tedesco
- 1991 - Maria Adela Constantin, bobbista rumena
- 1991 - Daniil Fominych, ciclista su strada kazako
- 1991 - Jimmy Gavin, cestista statunitense
- 1991 - Amanda Kessel, hockeista su ghiaccio statunitense
- 1991 - Samuel Larsen, cantante e attore statunitense
- 1991 - Nicoletta Manni, danzatrice italiana
- 1991 - Kyle Massey, attore statunitense
- 1991 - Funso Ojo, calciatore belga
- 1991 - Andreja Pejić, modella e attrice bosniaca
- 1991 - Jurij Revič, violinista russo
- 1991 - Bart Schenkeveld, calciatore olandese
- 1991 - Damiano Valsecchi, pallavolista italiano
- 1991 - Marko Vešović, calciatore montenegrino
- 1991 - Valentín Viola, calciatore argentino
- 1991 - Jonathan Whitesell, attore canadese
- 1992 - Dzimitryj Alisejka, calciatore bielorusso
- 1992 - Ahmad Amsyar Azman, tuffatore malese
- 1992 - Bismack Biyombo, cestista della Repubblica Democratica del Congo
- 1992 - Rossa Caputo, doppiatrice, direttrice del doppiaggio e dialoghista italiana
- 1992 - Federico Castro, calciatore argentino
- 1992 - Ismaël Diomandé, calciatore ivoriano
- 1992 - Cédric Djeugoué, calciatore camerunese
- 1992 - Gabriela Drăgoi, ginnasta romena
- 1992 - Albert Ejupi, calciatore svedese
- 1992 - Hanna Hus'kova, sciatrice freestyle bielorussa
- 1992 - Hwang Ui-jo, calciatore sudcoreano
- 1992 - Rowan Liburd, calciatore nevisiano
- 1992 - Fernando Lisboa Lopes, ex calciatore brasiliano
- 1992 - Khaled Ebrahim, calciatore kuwaitiano
- 1992 - Lawrence Naesen, ciclista su strada belga
- 1992 - Anita Stenberg, pistard norvegese
- 1992 - Breeana Walker, bobbista, ex velocista e ex ostacolista australiana
- 1992 - Andre Williams, giocatore di football americano statunitense
- 1993 - Sora Amamiya, doppiatrice e cantante giapponese
- 1993 - Jamal Arago, calciatore ghanese
- 1993 - Trevor Bates, giocatore di football americano statunitense
- 1993 - Oliver Berg, calciatore norvegese
- 1993 - Jalen Harvey, calciatore bermudiano
- 1993 - Abdelkarim Hassan, calciatore qatariota
- 1993 - Li Yunqi, nuotatore cinese
- 1993 - Shaq Mason, giocatore di football americano statunitense
- 1993 - Dennis Novak, tennista austriaco
- 1993 - Thibault Rossard, pallavolista francese
- 1994 - Kahleah Copper, cestista statunitense
- 1994 - Juan Dinenno, calciatore argentino
- 1994 - Tyler Ennis, cestista canadese
- 1994 - Nahom Girmai Netabay, calciatore svedese
- 1994 - Joseph Guédé Gnadou, calciatore ivoriano
- 1994 - Namasthée Harris-Gauthier, pattinatrice di short track canadese
- 1994 - Ons Jabeur, tennista tunisina
- 1994 - Felix Jaehn, disc jockey e produttore discografico tedesco
- 1994 - Junior Malanda, calciatore belga († 2015)
- 1994 - Eugenio Meloni, altista italiano
- 1994 - Ramiro Quintana, calciatore uruguaiano
- 1994 - Tom Robertson, rugbista a 15 australiano
- 1994 - Jirakit Thawornwong, attore televisivo e cantante thailandese
- 1994 - Scooby Wright III, giocatore di football americano statunitense
- 1994 - Ida, cantante danese
- 1995 - Jeremy Dudziak, calciatore tedesco
- 1995 - Federico Liberatore, sciatore alpino italiano
- 1995 - Phillip Mango, calciatore e giocatore di calcio a 5 salomonese
- 1995 - Drimer, rapper italiano
- 1995 - Erisa Sekisambu, calciatore ugandese
- 1995 - Cristian Souza, calciatore uruguaiano
- 1995 - Gustavo Viera, calciatore paraguaiano
- 1995 - Andreas Wellinger, saltatore con gli sci tedesco
- 1996 - Simon Anumba, cestista italiano
- 1996 - Massimiliano Caiazzo, attore italiano
- 1996 - Jakub Čunta, calciatore slovacco
- 1996 - Kyvon Davenport, cestista statunitense
- 1996 - Little Sis Nora, cantante svedese
- 1996 - Réda Halaïmia, calciatore algerino
- 1996 - Abubaker Haydar Abdalla, atleta qatariota
- 1996 - Kim Se-jeong, cantautrice e attrice sudcoreana
- 1996 - Lan Minghao, schermidore cinese
- 1996 - David Siegel, saltatore con gli sci tedesco
- 1996 - Bart Straalman, calciatore olandese
- 1996 - Mateusz Wdowiak, calciatore polacco
- 1996 - Quincy Williams, giocatore di football americano statunitense
- 1997 - Jacopo Olmo Antinori, attore italiano
- 1997 - Keidi Bare, calciatore albanese
- 1997 - Bazzi, cantautore e produttore discografico statunitense
- 1997 - Antonio Bosec, calciatore croato
- 1997 - Mohamed Ali Camara, calciatore guineano
- 1997 - Anna Cockrell, ostacolista e velocista statunitense
- 1997 - Nada Hafez, schermitrice egiziana
- 1997 - Deborah Levi, bobbista e velocista tedesca
- 1997 - Abdel Medioub, calciatore francese
- 1997 - Darren Muselet, attore francese
- 1997 - Reilly Opelka, tennista statunitense
- 1997 - Marcel Ponitka, cestista polacco
- 1997 - Sara Quadrelli, calciatrice italiana
- 1997 - Facundo Rizzi, calciatore argentino
- 1997 - Gerson Torres Barrantes, calciatore costaricano
- 1997 - Mykal Walker, giocatore di football americano statunitense
- 1997 - Wendel, calciatore brasiliano
- 1997 - Andre Wesson, cestista statunitense
- 1998 - Himawari Akaho, cestista giapponese
- 1998 - Fabian Ehmann, calciatore austriaco
- 1998 - Haruka Fukuhara, doppiatrice, cantante e modella giapponese
- 1998 - Milica Gardašević, lunghista serba
- 1998 - Mia Healey, attrice australiana
- 1998 - Daiki Kaneko, calciatore giapponese
- 1998 - Jakub Klíma, calciatore ceco
- 1998 - Iryna Koljadenko, lottatrice ucraina
- 1998 - Weston McKennie, calciatore statunitense
- 1998 - Kai Merk, calciatore tedesco
- 1998 - Sylwia Przybysz, cantante polacca
- 1998 - Assaf Tzur, calciatore israeliano
- 1998 - Ayase Ueda, calciatore giapponese
- 1998 - Dar'ja Ustinova, nuotatrice russa
- 1998 - Sharone Vernon-Evans, pallavolista canadese
- 1998 - Aaliyah Wilson, cestista statunitense
- 1999 - Signe Andersen, calciatrice danese
- 1999 - Aleksandr Galljamov, pattinatore artistico su ghiaccio russo
- 1999 - Felix Hacker, sciatore alpino austriaco
- 1999 - Bente Jansen, calciatrice olandese
- 1999 - Takumu Kawamura, calciatore giapponese
- 1999 - Kobamelo Kodisang, calciatore sudafricano
- 1999 - Klara Lundquist, cestista svedese
- 1999 - Maduka Okoye, calciatore tedesco
- 1999 - Kevin Reyes, calciatore salvadoregno
- 1999 - Luna, cantante polacca
- 1999 - Jyothi Yarraji, ostacolista indiana
- 2000 - Anwar Ali, calciatore indiano
- 2000 - Artie 5ive, rapper italiano
- 2000 - Franco Díaz, calciatore argentino
- 2000 - Sanshiro Murao, judoka giapponese
- 2000 - Danny Namaso, calciatore camerunese
- 2000 - Mãozinha Pereira, cestista brasiliano

## XXI secolo(27)
- 2001 - Tiago Almeida, calciatore portoghese
- 2001 - Juan Bisanz, calciatore argentino
- 2001 - Dhieu Deing, cestista statunitense
- 2001 - Thomas Poll, calciatore olandese
- 2001 - Kamilla Rachimova, tennista russa
- 2001 - Boglárka Takács, velocista ungherese
- 2001 - Pedro Velurtas, calciatore argentino
- 2001 - Kimani Vidal, giocatore di football americano statunitense
- 2001 - Mārcis Šteinbergs, cestista lettone
- 2002 - Facundo Farías, calciatore argentino
- 2002 - Iōsīf Koloveros, cestista greco
- 2002 - Ricardo Fernandes, calciatore saotomense
- 2002 - Rodrigo Pinheiro, calciatore portoghese
- 2002 - Amos Serem, siepista keniano
- 2002 - Steven Sserwadda, calciatore ugandese
- 2002 - Rogério Fernandes, calciatore saotomense
- 2003 - Nelson Abbey, calciatore inglese
- 2003 - Isak Frey, biatleta norvegese
- 2003 - Sananda Fru, cestista tedesco
- 2003 - Emma Johansson, cestista svedese
- 2003 - Michael Rataj, cestista tedesco
- 2003 - Quvenzhané Wallis, attrice statunitense
- 2003 - Nate Wiggins, giocatore di football americano statunitense
- 2004 - Titouan Castryck, canoista francese
- 2004 - Edan Diop, calciatore francese
- 2004 - Zhang Minjie, tuffatrice cinese
- 2005 - Arjan Malić, calciatore sloveno